# Fällarna
Fällarna är en by (estniska: küla) i Estland. Den ligger på Ormsö som ligger utanför landets västkust, i Ormsö kommun och landskapet Läänemaa, 100 kilometer sydväst om huvudstaden Tallinn. Byn hade 10 invånare år 2011.
Fällarna är Ormsös enda inlandsby utan kust. Den ligger cirka 4 km nordväst om Ormsö kommuns centralort Hullo, samt söder om Kärrslätt och Borrby, norr om Magnushov och öster om Saxby och Förby.
Fällarna ligger på Ormsö som jämte Nuckö traditionellt har varit centrum för estlandssvenskarna. Ortnamnen på Ormsö minner om estlandssvenskarnas historia. Ormsö avfolkades nästan helt under andra världskriget när flertalet estlandssvenskar flydde till Sverige. 